# École normale supérieure (Paris)
Pour les articles homonymes, voir École normale supérieure, Ulm et ENS.
L'École normale supérieure, appelée aussi « de la rue d'Ulm », « Ulm », « Normale Sup' »,  « ENS-PSL » (rarement) ou « ENS », est une grande école située à Paris et fondée en 1794.
En raison de son extrême sélectivité, son rôle historique particulier, de son importante dotation et de son influence au sein de la société française, l'ENS est généralement considérée comme l'une des plus prestigieuses des grandes écoles, ainsi que comme l'une des institutions universitaires et de recherche les plus prestigieuses et les plus sélectives de France, spécialisée en lettres et en sciences. C'est un « établissement-composante » de l'université Paris Sciences et Lettres (PSL).
C'est l’une des quatre écoles normales supérieures de France, avec Paris-Saclay (ex-Cachan), Lyon et Rennes.
Si ses origines remontent à la Révolution française, elle n'existe sous sa forme actuelle que depuis 1826. La mission de cette grande école publique et intégralement financée par l'État est de « prépare[r], par une formation culturelle et scientifique de haut niveau, des élèves se destinant à la recherche scientifique fondamentale ou appliquée, à l'enseignement universitaire et dans les classes préparatoires aux grandes écoles [CPGE] ainsi qu'à l'enseignement secondaire et, plus généralement, au service des administrations de l'État et des collectivités territoriales, de leurs établissements publics ou des entreprises ».
L'école est placée sous l’autorité directe du ministre chargé de l’Enseignement supérieur ; son siège est situé rue d’Ulm, dans le Quartier latin, au cœur du 5e arrondissement de Paris. Elle est dirigée par le philosophe Frédéric Worms depuis le 16 mars 2022.
Elle figure comme l’un des établissements d'enseignement européens les plus prestigieux. Ses anciens élèves comptent quatorze prix Nobel, onze médailles Fields, deux prix Abel, vingt-sept médailles d'or du CNRS, un grand nombre de membres de l’Institut, un président de la République française (Georges Pompidou) et plusieurs ministres et Premiers ministres.
À ses 2 700 étudiants (normaliens, — « élèves » ou « étudiants » —, mastériens et doctorants confondus) s'ajoutent environ 100 post-doctorants et 1 100 enseignants et chercheurs permanents ou invités rassemblés dans 15 départements et une quarantaine d'unités de recherche. La majorité des 390 enseignants-chercheurs affectés à l'ENS appartient à des universités tierces ou au CNRS. Les recrutements directs de professeurs par l'ENS sont rares : seuls 22 professeurs appartiennent à l'ENS[pas clair] toutes disciplines confondues (actifs et émérites).
Elle est titulaire de la croix de guerre 1914-1918, avec citation à l’ordre de l’armée par décret paru au Journal officiel en 1925.

## Histoire

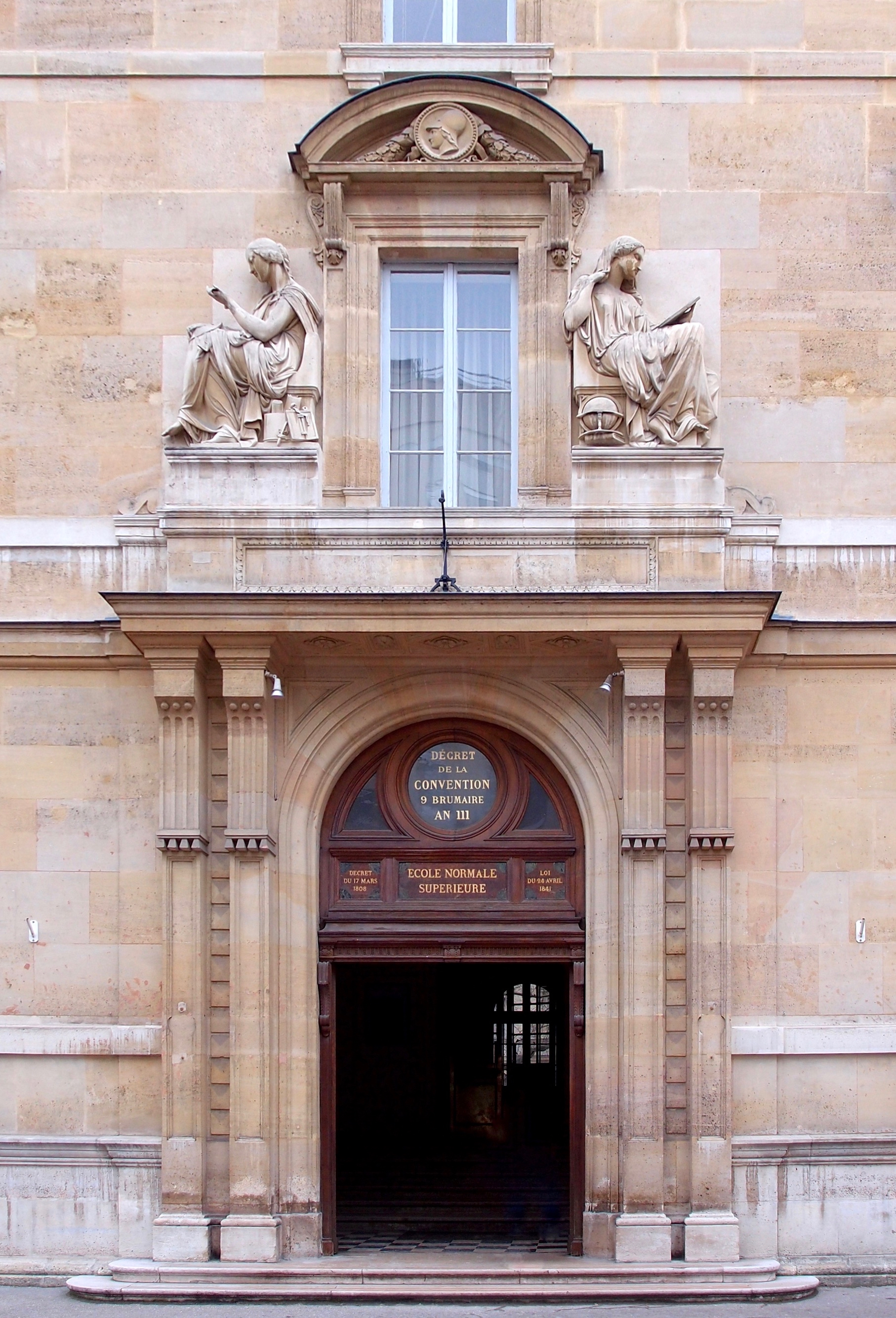
Entrée du bâtiment historique de l'ENS au 45 rue d'Ulm. Les inscriptions au fronton de la porte monumentale rappellent la double fondation de l'école, ainsi que son installation dans cette rue.

### Fondation de l'École normale de l’an III (1794-1795)
Les origines de l'établissement actuel remontent à la création en 1794 de l'École normale (exclusivement masculine) dite « de l’an III » par la Convention nationale, d'après le rapport de Lakanal et Garat, de la commission d'Instruction publique. La fondation de l’École normale visait à établir l’ensemble du système éducatif dans le territoire national. Il s’agissait aussi de rétablir la confiance entre les élites et la République après la tragique rupture de la Terreur. Le décret du 9 brumaire an III (30 octobre 1794) dispose ainsi que :
(article 1er) « Il sera établi à Paris une École normale, où seront appelés, de toutes les parties de la République, des citoyens déjà instruits dans les sciences utiles, pour apprendre, sous les professeurs les plus habiles dans tous les genres, l’art d’enseigner. »
Le cours inaugural fut donné le 20 janvier 1795 et le dernier le 19 mai dans l’amphithéâtre Verniquet du Muséum d’histoire naturelle. Le but était de former des maîtres pour des écoles normales secondaires réparties dans l’ensemble du territoire et permettre ainsi d’assurer un enseignement de base homogène pour tous. Ces cours de l’École normale de la Convention concernaient l’ensemble des disciplines, des sciences et des humanités. Ils furent dispensés aux élèves (masculins) tout au long du déroulement de ce cycle d’enseignement particulièrement dense.
Cette entreprise aussi ambitieuse fit appel aux plus grands : des scientifiques comme Monge, Vandermonde, Daubenton et Berthollet ou des écrivains et philosophes Bernardin de Saint-Pierre et Volney. L'expérience de l'an III servit de modèle à la nouvelle école refondée en 1808.

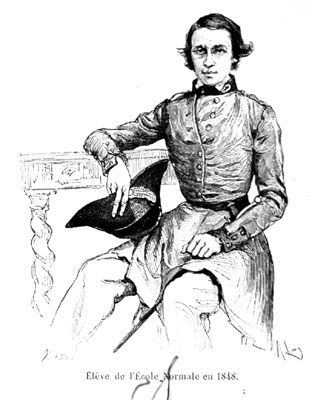
Uniforme des élèves, aboli en 1849 par le directeur Dubois.

### «Renaissances» à partir de 1808 du «Pensionnat normal», à la rue d'Ulm
Le 17 mars 1808, Napoléon crée par décret un « pensionnat normal » au sein de l'Université de France pour « former à l'art d'enseigner les lettres et les sciences ». L'établissement est ouvert en 1810 dans les locaux de l'ancien collège du Plessis, puis est transféré en 1814 dans les bâtiments de la congrégation du Saint-Esprit.
Les promotions sont réduites, le règlement d'inspiration militaire et l'uniforme obligatoire. Jusqu'en 1818, il n'y a pas de concours d'entrée : les élèves sont choisis par les inspecteurs d’académie en fonction des résultats scolaires au lycée. Considéré comme un foyer de l'esprit libéral, le pensionnat est supprimé par Frayssinous le 8 septembre 1822.
Une ordonnance du 9 mars 1826 crée une École préparatoire, dans les locaux du collège Louis-le-Grand, puis du collège du Plessis à partir de 1828. On peut donc faire remonter l'existence ininterrompue de l'École à cette date de 1826. À la faveur de la révolution de Juillet 1830 l'École préparatoire prend, par arrêté de Louis-Philippe, le nom d'« École normale » par référence à l'École normale de l'an III. Le 24 mars 1841, « il est ouvert au ministère des Travaux publics un crédit extraordinaire de dix neuf cent soixante et dix huit mille francs pour être appliqué aux dépenses que nécessitera la construction d'un édifice à affecter à l'École normale ». Le 5 avril 1841 est votée « l'acquisition d'un terrain pour l'école normale situé à Paris, rue d'Ulm ».
À l'occasion de l'instauration d'écoles normales primaires en 1845, l'École normale est rebaptisée « École normale supérieure ». C'est le 4 novembre 1847 que l'École normale supérieure s'installe dans ses nouveaux locaux au 45 rue d'Ulm, « sur le site quasi-campagnard de l'ancienne vigne du couvent des Ursulines », dans le 5e arrondissement de Paris, comme cela avait été décidé par la loi du 24 avril 1841. La cour Pasteur correspond à la partie nord du parc du couvent des Feuillantines, où jouait Victor Hugo enfant. L'ENS occupe encore ces locaux de la rue d'Ulm, agrandis notamment par la construction en 1937 de bâtiments rue Lhomond pour les sciences expérimentales.
Le 22 octobre 1849, les élèves sont officiellement dispensés du port de l'uniforme, qui n'a pas pour autant été aboli et a subi son ultime modification officielle en 1850. L'uniforme existe donc formellement et n'est plus porté. Les robes universitaires des professeurs de l'ENS, en tout point identiques à celles des autres professeurs des universités et encore en usage lors de certaines cérémonies, possèdent des collets brodés aux palmes universitaires dorées identiques à celles des élèves (une branche de palme et une de laurier agrémentée de six points rouges représentant des fruits). L'ENS ayant été décorée de la Légion d'honneur et de la croix de guerre, une cordelière rouge et une cordelière aux couleurs de la croix de guerre distinguent l'habit universitaire des professeurs de l'ENS.

### XXesiècle
Les promotions 1911-1914 sont fortement touchées par l'hécatombe de la Première Guerre mondiale. Pendant la guerre de 1939-1940, l'ENS se replie à Clermont-Ferrand.
En 1903, l'École normale supérieure est réunie à l'Université de Paris, avant d'obtenir en 1953 la personnalité civile et l'autonomie financière. En 1962, un décret du Premier ministre Georges Pompidou, reconnaît la vocation de l'école à la recherche. Les années qui suivent sont difficiles pour l'école, perçue comme contestataire par le pouvoir gaulliste et qui est occupée par divers groupuscules maoïstes en 1971 (« nuit de la Commune »).
Du fait de son ancienneté et, comme l'a annoncé le Premier ministre Laurent Fabius en clôture du symposium en l'honneur d'Alfred Kastler à la Sorbonne le 12 janvier 1985, « compte tenu d'une tradition qui a fait le tour du monde », c'est la seule à être qualifiée, dans les textes législatifs ou réglementaires, d'École normale supérieure, sans mention supplémentaire.

#### Féminisation
L'École normale supérieure résulte de la fusion en 1985 de l'École normale supérieure et de l'École normale supérieure de jeunes filles, dite de Sèvres, fondée en 1881. Celle-ci est due à l'action de Josiane Serre, directrice de l'école entre 1974 et 1987, et Suzy Halimi, directrice adjointe entre 1985 et 1988. Jusqu'en 1939, les femmes avaient aussi le droit de passer le concours de la rue d'Ulm (plus difficile en raison d'une préparation de moindre qualité). Entre 1910 et 1939, quarante-et-une jeunes filles deviennent ainsi normaliennes,.
Dans le premier quart du XXe siècle, la scolarité des filles et des garçons est non-mixte en termes de sexe, et différente dans certains de ses contenus ; les sciences notamment étant réduites à une part congrue pour les filles. En 1924, l'enseignement secondaire des filles est revu et correspond à celui donné aux garçons. En 1926, les établissements secondaires de moins de 150 élèves sont autorisés à accueillir des filles. Après la Seconde Guerre mondiale l'enseignement secondaire français s'ouvre à la mixité scolaire. La sociologue Michèle Ferrand souligne qu'en 1975, la loi Haby « rend la mixité obligatoire pour tous les établissements publics ou dépendant de l’enseignement public, y compris les plus prestigieux comme les grands lycées parisiens et les grandes écoles, très hostiles à l’idée de la féminisation de leurs formations ».
Les écoles normales supérieures sont historiquement destinées à former des enseignants. À la fin du XVIIIe siècle, durant la Révolution française, afin de former les enseignants des nouveaux lycées de garçons, est fondée l’École normale supérieure,. Son pendant pour les filles est créé en 1881 sous l'appellation École normale secondaire de jeunes filles de Sèvres ; cette école normale accompagne les débuts de l'enseignement secondaire pour les filles (en 1880),,,. Ces deux écoles normales n'ont pas exactement le même recrutement, ni les mêmes enseignements et l'école d'Ulm est considérée comme supérieure en termes de « niveau ». À partir du début du XXe siècle, l'école normale d'Ulm propose à ses élèves une formation de niveau universitaire, tandis que celle-ci ne s'enclenche réellement à l'ENS de Sèvres qu'à partir de 1936,. De plus, l'école normale de Sèvres comporte une moindre variété d'agrégations que celle d'Ulm : certaines candidates visent alors l'ENS des garçons, ce qui leur est légalement possible pendant une période. À partir de 1935 (ou 1937), les deux écoles ont toutefois des concours d'entrée assimilés l'un à l'autre. À partir de 1937, les agrégations principales des deux écoles ont les mêmes programmes. La sociologue Michèle Ferrand indique que « durant l’entre-deux-guerres, certaines pionnières y ont réussi [au concours d'entrée à l'ENS d'Ulm], posant alors un certain nombre de problèmes administratifs” à la direction de l’École. Pour éviter ce type de désordre”, l’alignement, en 1939, des programmes de recrutement, rend formellement équivalentes l’école d’Ulm et celle de Sèvres et interdit aux filles de se présenter au concours des garçons et réciproquement ». En 1940, les deux ENS d'Ulm et de Sèvres ont les mêmes programmes et restent bien distinctes. L'accès des filles aux agrégations de l'ENS d'Ulm n'est possible que s'il n'y a pas de version dans une ENS pour jeunes filles,. De plus, les agrégations, selon qu'elles sont féminines ou masculines, ne s'accompagnent pas pour la suite des mêmes conditions de recrutement, ni de travail ni de rémunération. Les agrégations en elles-mêmes deviendront mixtes à partir de la période 1974-1976.
La jeune Paulette Chevallier entre en 1937 dans une ENS pour garçons, ce qui est relativement rare à cette époque. La première femme à avoir été admise à l'ENS de la rue d'Ulm est Marguerite Rouvière, en 1910, et cela en sciences physiques ; elle obtiendra l'agrégation de physique en 1913 et deviendra physicienne et enseignante.

### XXIesiècle
L'ENS améliore la diversité (en termes de classes sociales et de genre) et la mixité dans ses filières scientifiques, notamment celles des « sciences dures ». Elle s'intéresse ainsi à la place des femmes en sciences et diffuse en 2015 une série de vidéos ayant pour objectif d'inciter les jeunes filles à candidater au concours d'entrée à l'ENS et à se projeter dans des carrières professionnelles de ces domaines, que ce soit en tant qu'enseignantes ou chercheuses,[source insuffisante]. En effet, l'École constate qu'en 2013, les filles représentent seulement 33 % de ses effectifs globaux, avec seulement 8 % dans les filières scientifiques. Il y a parité dans les filières littéraires,[source insuffisante].
Avant 2005, l'ENS d'Ulm ne délivrait pas de diplôme. L'ENS avait pour habitude d'assurer la formation de la L3 et du M1 dans l'enceinte de l'école, puis le M2 dans une université. En 2005, deux diplômes furent créés, un pour les élèves et un pour les étudiants. En 2006, ces deux diplômes furent réunis en un seul, le diplôme de l'ENS (délivré aux normaliens élèves et aux normaliens étudiants).
Le diplôme de l'École normale supérieure (DENS) est différent d'un diplôme de master 2 délivré par l'ENS. Le premier permet de prétendre au titre de normalien étudiant ou élève, le deuxième permet d'être « Mastérien ». Pour que l'élève ou l'étudiant obtienne le DENS, il ou elle doit suivre des formations complémentaires de son département d'origine.

## Présentation de l'École actuelle

### Recherche et enseignement

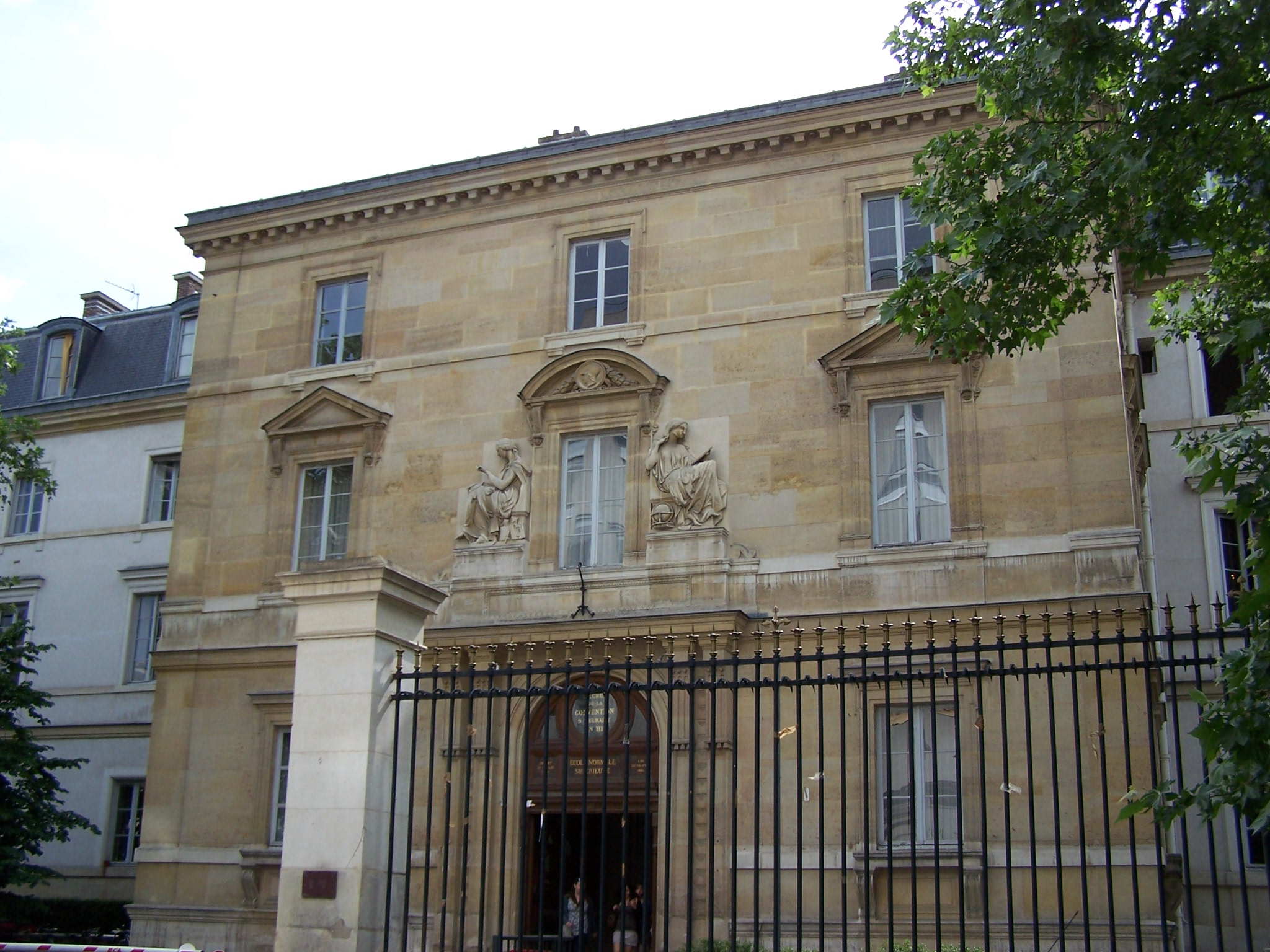
Entrée de l'ENS au no 45.

L'École normale supérieure accueille en proportions semblables lettres et sciences. En raison de cela, elle est globalement divisée entre « lettres » (sciences humaines et de la société) et « sciences » (sciences exactes et du vivant), chaque division étant dotée d'un directeur-adjoint et d'un directeur des études. Un comité d'orientation stratégique international (COSI) et un conseil scientifique (CS) sont communs aux deux divisions.

#### Départements
Sur le plan fonctionnel, l'établissement est divisé en 15 départements d'enseignement et de recherche, auxquels sont rattachés plus de 35 unités mixtes de recherche associées au CNRS, à l'INSERM, à l'INRIA, à l'INRA ou à l'INRP.
La section des sciences comprend :
- le département de mathématiques et applications (DMA) ;
- le département de physique (FIP) ;
- le département d'informatique (DI) ;
- le département de biologie[34] ;
- le département de chimie[35] ;
- le département de géosciences (TAO) ;
- le département d'études cognitives (DEC).

La section des Lettres, elle, comprend :
- le département de philosophie ;
- le département littérature et langages (LILA) ;
- le département d'histoire ;
- le département des sciences de l'Antiquité (DSA) ;
- le département de sciences sociales (DSS) ;
- le département d'économie ;
- le département géographie et territoires ;
- le département des arts (DA).

Aux départements s'ajoutent l'Espace des cultures et langues d'ailleurs (ECLA), laboratoire de langues pour non spécialistes, ainsi que des structures interdisciplinaires telles que le Centre de formation à l'environnement et la société (CERES), et le Collectif d'histoire et de philosophie des sciences (CHPS).

#### Enseignants et chercheurs
Liste d'enseignants et de chercheurs à l'ENS (émérites (E) et en activité) :
- Pierre Aboulker, département d'informatique ;
- Jean-François Allemand, département de physique (I) ;
- Erwan Allys, département de physique ;
- Christian Amatore, département de chimie (E, A) ;
- Loïs Gerbier-Carcellé, département d'histoire ;
- Eva Bouin, département de sociologie ;
- Jean-Pascal Anfray, département de philosophie (I) ;
- Dan Arbib, département de philosophie ;
- Philippe Askenazy, département d'économie (C) ;
- Olivier Azam, linguistique slave ;
- Alain Badiou, philosophie (E) ;
- Sébastien Balibar, physique (E) ;
- Stéphane Beaud, département de sociologie ;
- Damien Baigl, département de chimie (I) ;
- Karol Beffa, département histoire et théorie des arts ;
- Anne-Françoise Benhamou, département histoire et théorie des arts ;
- Pierre-Marc de Biasi, littérature française (E) ;
- Hélène Blais, département d'histoire (I) ;
- Lydéric Bocquet, physique (I, C) ;
- Geoffrey Bodenhausen, chimie ;
- Anne Boutin, chimie (C) ;
- Chris Bowler, biologie (C) ;
- Édouard Brézin, physique (I, E, A) ;
- Jean-Louis Brunaux, archéologie ;
- Dorothee Butigieg, espace des cultures et langues ;
- Barbara Cassin, philologue (H) ;
- Christophe Charle, histoire (I, E) ;
- Paul Clavier, philosophie ;
- Daniel Cohen, économie (I) ;
- Patrick Cousot, informatique (E, C) ;
- Marc Crépon, philosophie (C) ;
- Jean Dalibard, physique (A, C) ;
- Jean-Charles Darmon, littérature française (I) ;
- Franck Debié, géographie ;
- Cassiopée Delange, département d'histoire et de théories des arts ;
- Georges Depeyrot, histoire ;
- Dimitri El Murr, département de philosophie (I) ;
- Olivier Faugeras, informatique (E, A) ;
- Marie-Anne Félix, biologie (C) ;
- Michel Foucher, géographie (E) ;
- Jean-Louis Halpérin, droit (I, C) ;
- Serge Haroche, physique (I, A, N, C) ;
- Camille Hémet, département d'économie ;
- Jean Iliopoulos, physique (E) ;
- Ludovic Jullien, chimie ;
- Claude Kergomard, géographie (E) ;
- Nadeije Laneyrie-Dagen, département histoire et théorie des arts ;
- Jean-François Lassalmonie, département d'histoire ;
- Jean-Pierre Lefebvre, allemand (E) ;
- Hervé Le Treut, climatologie (A, C) ;
- Deborah Levy-Bertherat département littérature et langages ;
- Christian Lorenzi (en), psychologie expérimentale (I) ;
- Stéphane Mallat, informatique (A) ;
- Quentin Meillassoux, philosophie ;
- Marc Mézard, physique ;
- Hélène Morlon, biologie ;
- Michel Murat, littérature française (E) ;
- David Naccache, informatique (I×2) ;
- Michel Offerlé, politologie (E) ;
- Bernard Pautrat, philosophie (E) ;
- Gilles Pécout, département d'histoire (recteur de l'académie de Paris) ;
- Daniel Petit, département des sciences de l'Antiquité ;
- Thomas Piketty, économie (C) ;
- David Pointcheval, informatique (C) ;
- Clotilde Policar, département de chimie ;
- Jean Ponce, informatique (I) ;
- Marc Porée, département littérature et langages ;
- Marc Pouzet, informatique (I) ;
- Francis Prost, histoire ;
- Magali Reghezza-Zitt, géographie ;
- Pierre Senellart, informatique (I) ;
- Christian Serre, chimie ;
- Pierre Sinaÿ, chimie (E, A) ;
- Jacques Stern, informatique (E,C,A) ;
- Jean-Paul Thuillier, histoire (E) ;
- Ibtissem Tounsi-Guérin, géographie ;
- Monique Trédé-Boulmer, sciences de l'Antiquité (E) ;
- Claire Voisin, mathématiques (A, C) ;
- Jean Vuillemin, informatique (E) ;
- Florence Weber, anthropologie ;
- Francis Wolff, philosophie (E)
- Frédéric Worms, philosophe et directeur de l'ENS Ulm depuis 2022.

Plusieurs enseignants de l'ENS sont membres de l'Institut universitaire de France (I), médaillés du CNRS (C), lauréats du [prix Nobel] (N) ou sont académiciens (A).

#### Partenariats académiques
L'ENS est un établissement-composante de l'université Paris sciences et lettres (PSL) et membre fondateur de Paris Sciences et Lettres - quartier latin. Elle avait auparavant été associée à des universités parisiennes et des grands établissements au sein de l'Alliance Paris Universitas, dont elle était également membre fondateur. L'ENS participe à plusieurs réseaux thématiques de recherche avancée (RTRA) tels que la Fondation sciences mathématiques de Paris, la Fondation Pierre-Gilles de Gennes pour la recherche et l'IEA de Paris (IEA) pour les sciences humaines.
Simultanément membre de droit de la Conférence des présidents d'université (CPU) et de la Conférence des grandes écoles (CGE), l'ENS se place à la charnière des grandes écoles, avec lesquelles elle partage le recrutement sélectif, et des universités : elle assure conjointement avec elles l'ensemble de ses formations et activités de recherche, du master au doctorat.
De nombreuses écoles doctorales sont rattachées à l'ENS et à des universités et de grands établissements[pas clair], de la physique à l'économie en passant par la philosophie des sciences.

#### Classements internationaux
L'ENS est considérée par les différents classements internationaux comme l'un des meilleurs établissements français et européens. En 2015, l'ENS était le seul établissement français dans le top 100 du Times Higher Education (54e mondial). Le classement QS Rankings plaçait aussi l'ENS à la première place en France (23e mondial), devant l'École polytechnique (40e mondial), et le Classement de Shanghaï en troisième position nationale (72e mondial). Le classement des « universités à taille humaine » du Times Higher Education classe l'ENS à la 2e place mondiale.
Depuis son intégration à l'université PSL dans les différents classements internationaux au cours des années 2010, en 2024, celle-ci est classée dans les 40 premières universités des classements CWUR, QS, Shanghai et Times Higher Education, et en première place française (à l'exception du classement THE où elle est en 2e position française). Pour la même année, elle est également classée première université d'Europe continentale par le classement CWUR et première université de l'Union européenne dans le classement QS.
Le Times Higher Education la classe par ailleurs 2e meilleure université au monde de moins de 50 ans.
- Times Higher Education « Universités à taille humaine »

Le classement des « universités à taille humaine » du Times Higher Education classe l'ENS à la 2e place mondiale. En effet il est difficile de comparer l'ENS Ulm avec des Universités américaines ou chinoises qui ont parfois dix fois plus d'étudiants.
- Classements internationaux (classée en tant qu'Université PSL)

| Nom                    | Année | Rang (monde) | Rang (France) |
| ---------------------- | ----- | ------------ | ------------- |
| CWUR                   | 2024  | 19           | 1             |
| QS Top Universities    | 2023  | 24           | 1             |
| Shanghai Ranking       | 2022  | 33           | 2             |
| Times Higher Education | 2022  | 40           | 1             |

Enfin, d'après un calcul effectué en 2016 par la revue Nature, l'ENS est l'établissement qui, proportionnellement au nombre de ses anciens élèves, a formé le plus grand nombre de Prix Nobel (0,001 35 per capita), ce qui lui permet de devancer le prestigieux California Institute of Technology (Caltech) et l’université Harvard (respectivement 0,000 67 et 0,000 32 per capita).

### Admission
L'objectif est de sélectionner les meilleurs étudiants à différentes étapes de leur parcours.
Les normaliens sont recrutés par trois voies distinctes : un concours destiné aux élèves des classes préparatoires aux grandes écoles (CPGE), un concours destiné aux étudiants et élèves en troisième année de CPGE (« khûbe ») et un concours « sélection internationale » destiné aux étudiants internationaux. Les normaliens préparent en trois ou quatre années le diplôme de l'ENS.
Il est également possible d'étudier à l'ENS en tant qu'étudiant en intégrant l'un des masters co-habilités par l'université PSL.

#### Plusieurs modes d'accès
L'ENS accueille des étudiants et des étudiantes aussi bien scientifiques que littéraires.
Il existe plusieurs façons d'entrer à l'ENS Ulm, à différents niveaux du parcours universitaire de l'étudiant :
1. Comme normalien-élève, avec le statut de fonctionnaire stagiaire (avec plusieurs obligations dont l'engagement décennal) après un bac+2 (généralement une classe préparatoire ou avec le deuxième concours qui concerne les étudiants en médecine et en pharmacie) ;
2. Comme normalien-étudiant français ou étranger (après un bac+2 ou bac +3), via les admissions parallèles (sans rémunération ni engagement décennal, préparant également le diplôme de licence et/ou de master, ainsi qu’en parallèle le Diplôme de l’ENS (DENS), au même titre que les autres statuts d’élèves ;
3. Par la sélection internationale : « La sélection internationale est un concours qui s’adresse aux étudiants inscrits dans une université étrangère dans le cadre de leur premier cycle. Les lauréats sont normaliens étudiants. Leur scolarité est de trois ans pendant lesquels ils perçoivent une bourse. »
4. L’ENS offre également des formations de master pour les étudiants ayant déjà validé une licence à l’université ; ces étudiants, appelés mastériens, suivent des cours à l’ENS et obtiennent un diplôme de master de l'ENS-PSL.

Les attentes de l'école sont identiques entre élèves normaliens, étudiants normaliens et étudiants normaliens internationaux : tous seront des alumni de l'ENS. Les normaliens ont tous accès aux mêmes enseignements, services et infrastructures.

#### Sélectionner les meilleurs étudiants
L'ENS Ulm a fait à un moment le choix de sélectionner d'excellents étudiants quel que soit leur établissement d'origine. Elle a adopté des procédures de sélection présentées comme plus démocratisées, méritocratiques et internationales.
Après une classe préparatoire de deux (voire trois) ans, les étudiants souhaitant acquérir le statut d'élève-fonctionnaire stagiaire passent un concours avec un classement. Ce sont des étudiants qui souhaitent faire de préférence une carrière dans la fonction publique puisque ce statut engage à signer l'obligation décennale,.
Le choix de suivre une classe préparatoire est un choix individuel et certains étudiants préfèrent suivre des études à l'Université notamment pour certaines matières que les classes préparatoires ne permettent guère d'approfondir comme le droit, les sciences politiques, l'anthropologie, etc. L'excellence du parcours universitaire d'un étudiant lui permet donc de présenter sa candidature en master et en doctorat (respectivement 130 et 30 recrutements par an).
La sélection d’étudiants comme étudiant normalien est présentée comme un choix pragmatique : les classes préparatoires fonctionnent avec un enseignement et une atmosphère de travail particuliers qui rencontrent à la fois de l'admiration et des critiques. Beaucoup d'étudiants aussi bons soient-ils ne désirent pas faire une classe préparatoire ; ils peuvent intégrer l'ENS Ulm et jouir non seulement de ses enseignements et de l'excellente réputation de ses diplômés (les alumni de l'ENS Ulm étant les normaliens, les étudiants de master et les doctorants).

##### La voie des fonctionnaires-stagiaires
Les élèves ont le statut de fonctionnaires-stagiaires et s'engagent à leur prise de fonction à exercer une activité professionnelle dans les services de l’État, des collectivités territoriales, de leurs établissements publics ou des entreprises nationales durant dix années. Ils sont recrutés sur concours à l'issue d'au moins deux ans de CPGE et leur scolarité dure quatre ans, avec la possibilité de prendre deux congés sans traitement pour enseigner à l'étranger ou réaliser d'autres projets.
Les premiers concours, de niveau bac + 2, sont majoritairement préparés par des élèves des classes préparatoires. Il existe deux concours littéraires et quatre concours scientifiques, correspondant à des filières ou des options de classe préparatoire :
- groupe A/L : lettres (français, philosophie, histoire, langue ancienne, langue vivante et épreuve à option) ;
- groupe B/L : lettres et sciences sociales (français, philosophie, histoire, mathématiques, sciences sociales, langue vivante et épreuve à option) ;
- groupe MP/MPI, ex C/S (mathématiques, physique et informatique) ;
- groupe PC, ex D/S (mathématiques, physique et chimie) ;
- groupe INFO (mathématiques et informatique) ;
- groupe BCPST, ex E/S (mathématiques, physique, biologie, géologie, chimie) ;
- groupe PSI, (physique, sciences de l'ingénieur), ouvert depuis 2017.

Les concours littéraires offrent 97 postes chaque année (72 postes en A/L et 25 en B/L[réf. nécessaire]) et les concours scientifiques 95 (40 postes en MP/MPI, 18 en PC, 21 en BCPST, 9 en INFO, 5 en PSI).
Le Programme Médecine – Sciences (anciennement groupe F/S) est destiné aux étudiants en médecine ou en pharmacie.

###### Statut de fonctionnaire-stagiaire
Depuis une loi de 1948, mise en œuvre par André Marie et Yvon Delbos, les élèves acquièrent durant leur scolarité la qualité de fonctionnaire stagiaire et s'engagent à servir l'État pour une période de dix ans, leur scolarité à l'ENS comprise ; cette clause d'« engagement décennal », qui remonte à Napoléon Ier, est diversement appliquée. Les élèves s'engagent (facultatif depuis 1985) également à passer l’agrégation, ou un master recherche (ou, dans de rares cas, un master professionnel). En tant que fonctionnaires, ils sont nommés par arrêté ministériel, perçoivent dès le début de leurs études à l'ENS un traitement mensuel net de 1 310 euros (1 334,37 euros à partir de la deuxième année) et sont soumis aux dispositions du statut de la fonction publique. Chaque année, tous les élèves établissent, en accord avec les directeurs des études, un programme d'études. Tout élève ne parvenant pas à valider les diplômes ou concours prévus dans ce programme d'études peut être mis en « congé sans traitement », voire être renvoyé sur décision du ministre chargé de l'Enseignement supérieur, au bout de plusieurs échecs (en théorie du moins mais cette sanction n'est quasiment jamais appliquée). Ce régime n'est pas applicable aux étudiants des différentes formations proposées par l'ENS (diplômes nationaux de master et de doctorat et diplôme d'établissement).
Le régime de l'internat, autrefois obligatoire pour tous les élèves non mariés, est désormais simplement conseillé pour les élèves effectuant leur première année de scolarité, et proposé pour les années ultérieures, sous réserve de places disponibles. Trois sites accueillent les internes : le site de la rue d'Ulm (au 45 et au 46), le site de Jourdan, dans le 14e arrondissement de Paris, et enfin celui de Montrouge, en proche banlieue parisienne (voir plus bas thurnage). À ce jour, les capacités limitées de ces sites ne permettent pas l'hébergement des étudiants des différentes formations de l'école.

##### La voie du concours normalien étudiant (français ou international)
Les étudiants normaliens sont des étudiants provenant de l'Université, d'autres grandes écoles, mais surtout de classes préparatoires, directement recrutés par les départements de l'école. Leur scolarité est identique à celle des élèves-normaliens et ils bénéficient des mêmes avantages, sans toutefois en recevoir le traitement en qualité de fonctionnaire stagiaire ni être soumis à l'obligation décennale qui en découle. Après trois ans d'études, ils se voient délivrer le « diplôme de l'École normale supérieure ».
Les normaliens étudiants sont recrutés selon des procédures propres à chaque département de l'École. Dans tous les domaines - lettres, sciences, médecine - sciences et médecine - humanités, ils passent une sélection sur dossier où ils doivent notamment soumettre un projet de recherche avant de passer des épreuves écrites et orales,,,.
Ils ont accès aux mêmes enseignements que les élèves et étudiants recrutés par les autres voies, et reçoivent le même diplôme à l'issue de leur scolarité. Les départements scientifiques offrent plus de places au titre de ce mode de recrutement que les départements littéraires (78 admissions contre 53 en 2009).
En 2023, 142 places ont été ouvertes toutes filières confondues.
L'école recrute également des étudiants étrangers (sélection internationale) qui bénéficient d'une bourse pendant leur cursus de normaliens étudiants. Ce sont des étudiants inscrits en dernière année du premier cycle d’études universitaires dans leur pays. Les épreuves sont à la fois écrites et orales, générales ou propres à chacune des vingt-deux options proposées, de la linguistique théorique à l'informatique. La SI offre chaque année dix bourses d'études littéraires et dix bourses d'études scientifiques, chacune d'une durée de trois ans.

##### Les diplômes cohabilités avec l'ENS Ulm: les masteriens et autres étudiants
Certains étudiants suivent finalement des cours à l'ENS Ulm en master ou en doctorat du fait d'une co-habilitation de leur cursus par l'institution : ils reçoivent alors un diplôme décerné par plusieurs entités universitaires, dont l'ENS Ulm.
Enfin l'ENS accueille des étudiants issus d'universités étrangères, les pensionnaires en accord d'échange, et des doctorants inscrits dans d'autres établissements, français et étrangers, au sein de ses différents laboratoires.

#### Cursus: formation par la recherche
Forte de son projet scientifique axé sur la recherche fondamentale, l'ENS forme ses élèves à la recherche par la recherche et pour la recherche. Dans le prolongement du caractère généraliste des concours d'entrée, l'interdisciplinarité s'ajoute à la spécialisation croissante des cursus. L'ouverture internationale et professionnelle (stages) est très tôt encouragée. Un tutorat individuel est assuré par les caïmans. La finalité de la scolarité réside dans le doctorat, et plus de 85 % des normaliens accèdent au titre de docteur. Depuis 1985, les élèves ne sont plus tenus de passer l'agrégation.
La scolarité dure quatre années. Les élèves sont libres de choisir leur cursus. Certains élèves peuvent ainsi se développer une solide culture multidisciplinaire. La formation suit le cursus européen LMD. La scolarité des scientifiques comprend une L3, un M1 et un stage, un M2 puis l'agrégation. Une majorité d'élèves débutent une thèse avant leur sortie de l'école. La scolarité des élèves littéraires est moins balisée, mais l'agrégation demeure un passage obligé dans certaines disciplines. Certains élèves deviennent également lecteurs pour un an ou plus dans une université étrangère. Des cours de langues étrangères et des cours pour non-spécialistes sont nécessaires pour obtenir le diplôme de l'ENS, nouvellement créé. Aucun classement de sortie n'a jamais existé.
La scolarité et le régime des diplômes à l'ENS ont récemment fait l'objet d'évolutions significatives. L'ENS avait la particularité de ne délivrer aucun diplôme. Dans certaines disciplines, en particulier scientifiques, existent des formations organisées par l'ENS en collaboration avec des établissements de la région parisienne. Par ailleurs, à la fin du cycle de scolarité, les étudiants peuvent obtenir le diplôme d'établissement, diplôme de niveau master validant les séminaires, stages et cours suivis pendant la scolarité. Les élèves peuvent postuler à ce diplôme mais n'y sont pas statutairement tenus.
L'ENS délivre un doctorat propre qui est transdisciplinaire. De plus plusieurs doctorats sont co-habilités par l'ENS Ulm avec d'autres établissements dans certaines disciplines et ce dans une moindre mesure que les autres ENS de Cachan et de Lyon. Les élèves, et parfois certains étudiants, ont la possibilité de postuler à une allocation de recherche de l'ENS pour le doctorat de l'ENS ou pour les doctorats co-habilités.

#### Double-cursus: Médecine-Humanités
Créé en 2018, « Médecine-Humanités » est une formation interdisciplinaire destinée aux étudiants en médecine qui souhaitent compléter leurs études avec un cursus en sciences humaines. Elle fait partie des proportions de double-cursus offertes aux étudiants en médecine en France.
Le programme se déroule sur trois années académiques. Il dispense à cinq étudiants en médecine par an un double-cursus en humanités (lettres, philosophie, sciences de l’antiquité, histoire, histoire de l’art, sciences sociales, économie) ainsi qu’un séminaire dédié à l’École normale supérieure (ENS). L’objectif du programme « Médecine-Humanités » est de conjuguer les savoirs en humanités aux enjeux actuels de la médecine. Il se penche notamment sur les questionnements éthiques que pose la pratique de la médecine aujourd’hui.
À l’issue des trois années de formation, les étudiants obtiennent à la fois un master dans une des disciplines des humanités et le diplôme de l’ENS. Le programme dispose d’un réseau d’établissements universitaires et de recherche tels que PSL, l’APHP, l’Institut Curie, l’Institut Pasteur et l’Université de Paris.
Chaque étudiant du cursus reçoit une bourse d'études pour toute la durée de l'enseignement académique (financée par la fondation Bettencourt-Schueller, mécène du programme). Le recrutement est ouvert aux étudiants en médecine, issus de n’importe quelle université française. Les étudiants issus d’universités hors de Paris s'inscrivent en faculté de médecine parisienne le temps de leur cursus à l'ENS.

### Débouchés des étudiants
- Plus des trois quarts des anciens de l'ENS se consacrent à l'enseignement et à la recherche, fondamentale et appliquée, dans les universités, les classes préparatoires et les instituts de recherche (CNRS, Inserm, etc.). Des allocations spécifiques, souvent couplées aux postes de moniteurs, leur permettent de préparer leur thèse à la sortie de l'école, tout en assurant une charge d'enseignement dans une université. Les élèves sont éligibles aux allocations de recherche normales, au dispositif CIFRE et au volontariat international des scientifiques-chercheurs. Les agrégés peuvent aussi présenter leur candidature aux fonctions d'agrégé-répétiteur (AGPR), de chargé de recherches documentaires (CRD) ou de membre des écoles françaises de Rome et d'Athènes.
- Une minorité décide de rejoindre les grands corps techniques de l'État (Corps des mines, corps des Ponts et Chaussées, corps des administrateurs de l'Insee, corps des Télécoms, etc.). D'autres intègrent les grands corps administratifs (Inspection des finances, Conseil d'État, Cour des comptes, corps préfectoral, direction des hôpitaux, diplomatie) après être entré à l'ENA (École nationale d’administration, remplacée par l'Institut national du service public – « ISP » – depuis 2022) ou avoir réussi aux grands concours administratifs, notamment grâce à la préparation aux concours administratifs de l'Institut d'études politiques de Paris et de celle organisée à l'École[Note 6]. Quelques normaliens rejoignent chaque année le corps des conservateurs du patrimoine après un passage par l'INP ou celui des conservateurs des bibliothèques après passage à l'ENSSIB.
- Enfin une autre minorité, dont l'importance tend à se renforcer, choisit le secteur privé[66], parfois après un mastère spécialisé (HEC, CNAM, etc.). Le Club des normaliens dans l'entreprise regroupe depuis 1983 l'ensemble des anciens élèves en poste dans le secteur privé, informe les élèves sur les perspectives de carrière et contribue au renforcement des liens entre l'école et l'entreprise. Les scientifiques s'orientent plutôt vers l'industrie, notamment la R&D, tandis que les littéraires sont surtout présents dans les métiers de la culture, de la communication et du droit.

### Bibliothèques: le réseau unifié des bibliothèques («RUBENS»)

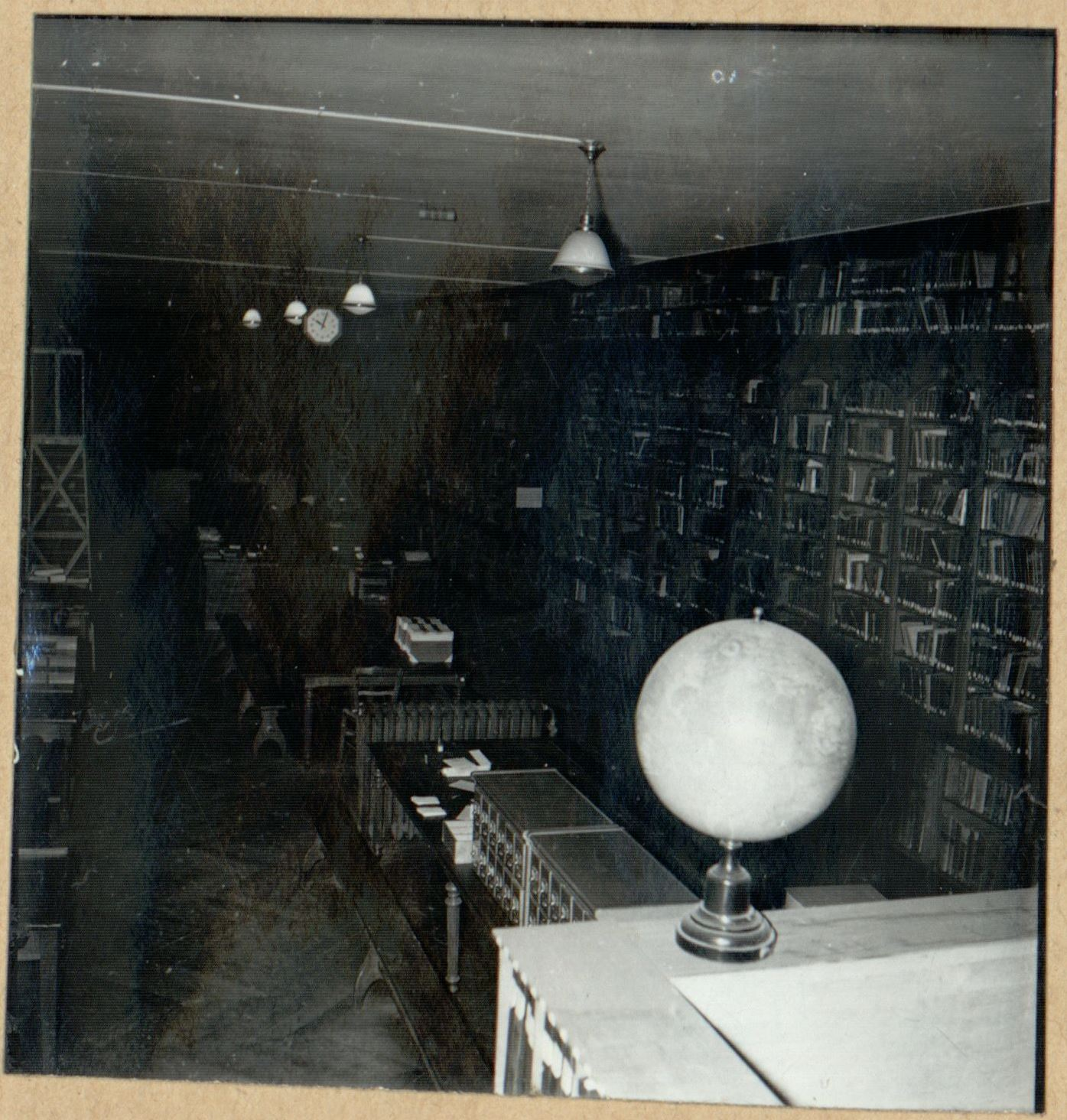
Bibliothèque de l’École normale supérieure, 1940 (Bibliothèque interuniversitaire de la Sorbonne, NuBIS).

L'ENS comprend dix bibliothèques, réparties sur plusieurs sites et représentant l'ensemble des disciplines enseignées à l'école. Bibliothèques de recherche, elles sont réunies au sein d'un catalogue commun informatisé, « Halley », et sont accessibles à tous les chercheurs nationaux et internationaux à partir du cycle D (baccalauréat + 5), ainsi qu'aux enseignants, élèves et anciens élèves de l'école.

#### Bibliothèque des lettres et sciences humaines
La plus ancienne d'entre elles est la Bibliothèque des lettres de la rue d'Ulm. Lieu de mémoire, contemporain de la fondation de l'école, elle fut dirigée de 1888 à 1926 par le dreyfusard et socialiste Lucien Herr. La grande salle, dédiée à Georges Pompidou, est classée monument historique. La Bibliothèque, qui s'étend aujourd'hui sur plusieurs milliers de mètres carrés, est l'un des plus grands fonds en accès libre de Paris, avec plus de 800 000 volumes immédiatement disponibles et 1 600 titres de périodiques vivants. Elle couvre l'ensemble des disciplines des lettres, classiques et modernes, et des sciences humaines, avec des points forts comme la littérature française, l'allemand et les études sur l'Antiquité (reconnue CADIST).

#### Bibliothèque des sciences sociales
La Bibliothèque de sciences sociales du boulevard Jourdan (ex-Jean-Ibanès), héritière du Centre de documentation sociale (fondé par le directeur Célestin Bouglé grâce au mécène Albert Kahn), compta parmi ses membres Raymond Aron, Marcel Déat, Georges Friedmann, Robert Marjolin, Pierre Uri, Étienne Mantoux et son père Paul Mantoux, Jean Stoetzel) et de la bibliothèque de l'École de Sèvres, comprend aujourd'hui plus de 150 000 volumes en économie, sociologie et géographie.

#### Bibliothèque d'archéologie
Issue du regroupement de plusieurs équipes de recherche à la fin des années 1990, la Bibliothèque d’archéologie (UMR 8546-AOROC) met à disposition d’un public spécialisé à partir du master des fonds représentatifs des domaines d’études du laboratoire : les sociétés, langues et cultures de l’Antiquité, en particulier à travers les transferts culturels entre les civilisations classiques et les cultures en marges du monde gréco-romain.

#### Centre documentaire du CAPHÉS
Appartenant à une unité mixte de service (UMS 3610), créé en 2005, le centre documentaire du Centre d'archives de philosophie, d'histoire et d’édition des sciences (CAPHÉS) est régi par un projet scientifique original qui consiste à rassembler des fonds déjà existants en histoire et philosophie des sciences. Il s'agit d'une mission patrimoniale associée à une action de valorisation scientifique. La politique documentaire consiste à réunir des fonds selon trois axes : l'histoire des sciences du vivant, avec un prolongement vers l'histoire de la médecine ; l'histoire des sciences physiques, avec un prolongement vers la chimie ; la politique de la science. Plus de 31 000 volumes sont catalogués et dix-sept fonds d'archives ont été collectés, fonds de chercheurs et fonds d'associations scientifiques et sociétés savantes.

#### Bibliothèque des archives Husserl (Paris)
Composante de l'UMR 8547-Pays germaniques, les Archives Husserl sont rattachées au réseau d’archives contrôlé par les Archives-Husserl de Louvain. En effet, la bibliothèque conserve des transcriptions d’une bonne part des manuscrits de Husserl, et c’est autour de ces archives que s’est constitué un fonds de bibliothèque de recherche, qui constitue actuellement la meilleure bibliothèque spécialisée de phénoménologie en France.

#### Bibliothèque du RISC: relais d'information sur les sciences de la cognition
Unité mixte de service du CNRS, le Risc s'adresse aux chercheurs, aux étudiants et aux acteurs des différents domaines des sciences cognitives. Il délivre de l'information et favorise les coopérations entre équipes ou spécialités. Pour ce faire, il propose des services dont une bibliothèque et une vidéothèque de prêt dédiées aux sciences cognitives : 590 films, 1 400 ouvrages, 1 330 mémoires de master et de thèses.

#### Bibliothèque de mathématiques et d'informatique
La Bibliothèque de mathématiques et d'informatique de la rue d'Ulm, fondée en 1864 par Louis Pasteur et Gaston Darboux, est destinée à fournir les ressources documentaires nécessaires aux laboratoires de recherche de l'école dans ces deux disciplines. Comprenant près de 1 000 m2, elle offre plus de 30 000 ouvrages et 14 000 périodiques en libre accès.

#### Bibliothèque des sciences expérimentales
Ouverte en juillet 2013, la bibliothèque des sciences expérimentales est le résultat de la fusion des bibliothèques de biologie, chimie, géosciences et physique. Elle permet l’accès à soixante-deux revues en lignes, des périodiques papiers et plus de 17 000 ouvrages. Son site web permet d'accéder aux services en ligne qu'elle propose (notamment les réservations de salles en ligne, les demandes de renseignement bibliographiques en ligne, une sélection de ses nouveaux livres enrichie et actualisée régulièrement, des ressources électroniques et des journaux scientifiques accessibles en ligne), et de parcourir ses collections imprimées et numériques. Elle est au service des étudiants, normaliens, chercheurs et enseignants chercheurs de l'École mais est ouverte, plus largement, à l'ensemble de la communauté scientifique.
La bibliothèque des sciences expérimentales, située au premier étage du 29, rue d'Ulm, s'étend sur plus de 600 m2 (répartis entre une grande salle de travail équipée d'ordinateurs et plusieurs salles de travail en groupe ou individuel que l'on peut réserver en ligne). Les locaux ont été entièrement rénovés entre 2012 et 2013. Cette création de bibliothèque (référencée par l'Enssib) procède de la volonté conjointe de la direction de l'École normale supérieure (la directrice d'alors Monique Canto-Sperber puis le directeur Marc Mézard), la sous-direction sciences (Yves Guldner puis Yves Laszlo) et enfin des directeurs des départements scientifiques (Werner Krauth pour la physique, Ludovic Jullien en chimie, Pierre Briole en géosciences et Antoine Triller du département de biologie).

### Campus

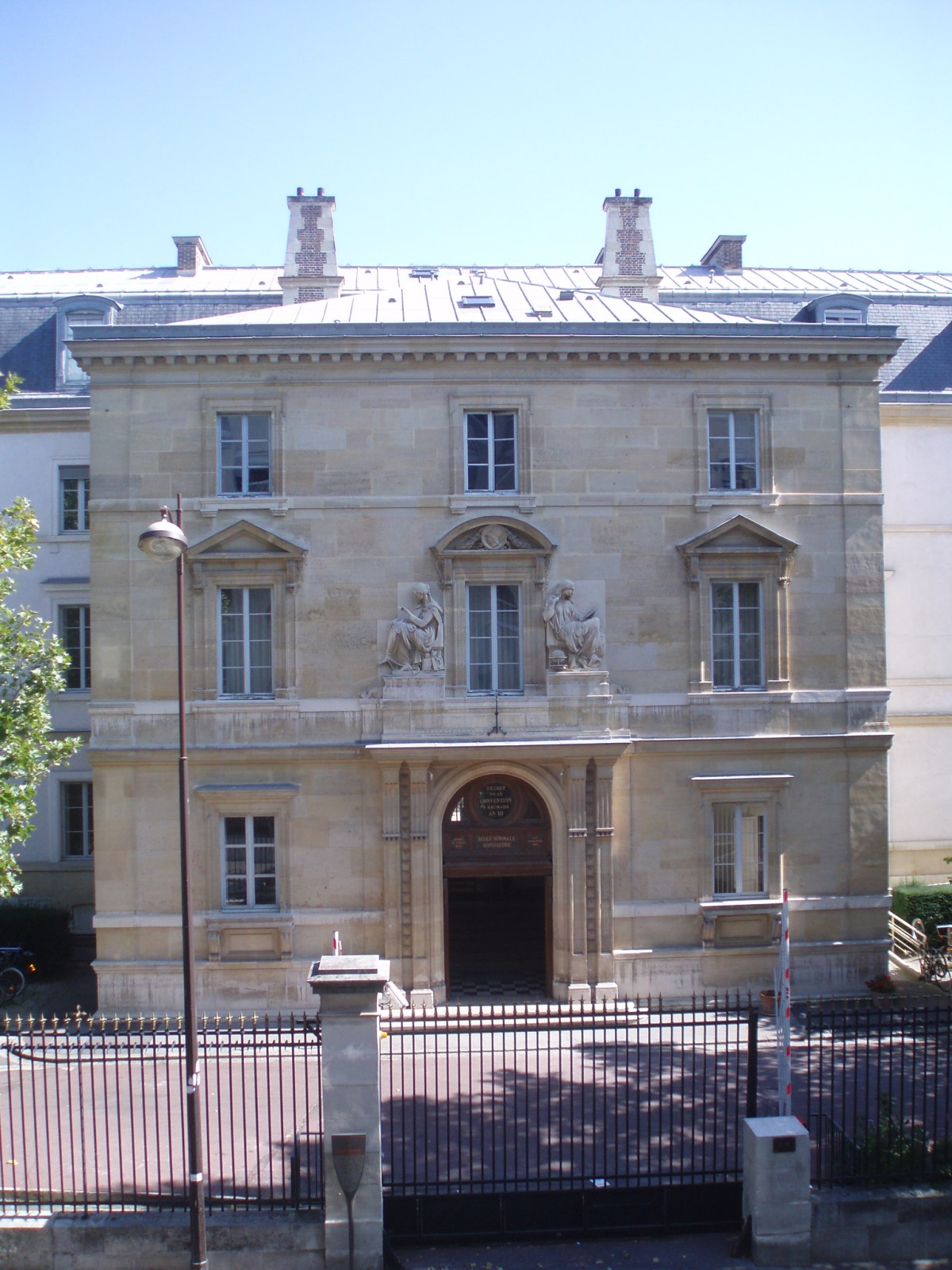
La façade de l'ENS au 45, rue d'Ulm.

L'ENS occupe un campus au cœur de Paris, rue d'Ulm, dans le Quartier latin depuis le 4 novembre 1847 suivant les dispositions de la loi du 24 avril 1841. Les bâtiments ont été construits par l'architecte Alphonse de Gisors. Au-dessus du portail d'entrée, deux figures féminines représentent les lettres et les sciences de part et d'autre du médaillon de Minerve, déesse romaine de la sagesse.

#### Sites
Les locaux actuels comportent :
- Les bâtiments historiques du 45, rue d'Ulm. Ceux-ci sont organisés en carré autour de la cour centrale, la cour aux Ernests, carré auquel viennent s'accoler deux ailes plus récentes, au nord-est l'aile Érasme (du nom de la rue Érasme qui longe l'école au nord) et l'aile Rataud au sud-est (du nom de la rue Rataud qui longe l'école à l'est)[69]. Au sud du carré, une autre cour, la Cour Pasteur sépare l'école des immeubles d'habitation de la rue Claude-Bernard. Enfin, un nouveau bâtiment, dit nouvel immeuble Rataud longe la rue Rataud et relie les ailes Érasme et Rataud des bâtiments principaux. Ces bâtiments renferment, outre la direction de l'école, des départements littéraires (philosophie, littérature et langage, études anciennes, archéologie) et scientifiques (mathématiques, informatique) ainsi que la très grande bibliothèque des lettres et la bibliothèque de mathématiques et d'informatique, des logements de fonction et des internats, des services administratifs, le restaurant (Pot), etc. Le Pavillon Pasteur (avec les fresques de Louis Édouard Fournier) a abrité le laboratoire du célèbre biologiste. Le monument aux morts, inauguré en 1923, est l'œuvre du sculpteur Paul Landowski[70]. Selon le directeur de l'époque, Gustave Lanson, la torche que porte la figure nue en ronde-bosse symbolise « le flambeau de l'énergie spirituelle et de la vérité scientifique » à transmettre aux générations futures[71]. Dégradé en 1971, il voit sa statue amputée ; il faudra attendre les années 1997-1998, soit plus de 20 ans, pour qu'il soit restauré[71]. Le monument est à nouveau profané en 2018. Le 4 juin 2021, le bras portant le flambeau est à nouveau amputé en marge d'une des premières soirées étudiantes organisées au 45 rue d'Ulm après le déconfinement.

Laboratoires de Physique, chimie et sciences de la terre du 24 rue Lhomond.

- Les bâtiments du 46, rue d'Ulm, appelés « annexe », achevés en 1969. On y trouve les laboratoires de biologie ainsi que d'autres internats de l'École, et un parking souterrain.
- Les bâtiments du 29, rue d'Ulm, anciens locaux de l'Institut national de recherche pédagogique et du Centre national de documentation pédagogique, abritant le département d'études cognitives et des services administratifs, comprennent au sous-sol la salle de conférences Jules Ferry, ancienne salle de projection de la Cinémathèque française.
- Les laboratoires de physique, de chimie et de sciences de la Terre du 24, rue Lhomond, inaugurés par Albert Lebrun et Léon Blum en 1936, constituent un des premiers bâtiments entièrement conçus pour la recherche scientifique (Jacques et Albert Guilbert architectes)[72].
- Les bâtiments du 48, boulevard Jourdan, anciens locaux de l'École normale supérieure de jeunes filles, où se trouvent les sciences sociales, un deuxième restaurant, et d'autres internats, ouverts en 1948 (Germain Debré et Édouard Crevel architectes). Ce campus est destiné à être reconstruit dans le cadre du contrat de projet État-région d'Île-de-France.
- Les bâtiments de Montrouge (1, rue Maurice-Arnoux) abritent principalement des internats, ainsi que la préparation aux agrégations de physique et de chimie.
- La station biologique de Foljuif, à Saint-Pierre-lès-Nemours, qui accueille aussi des séminaires et d'autres manifestations.

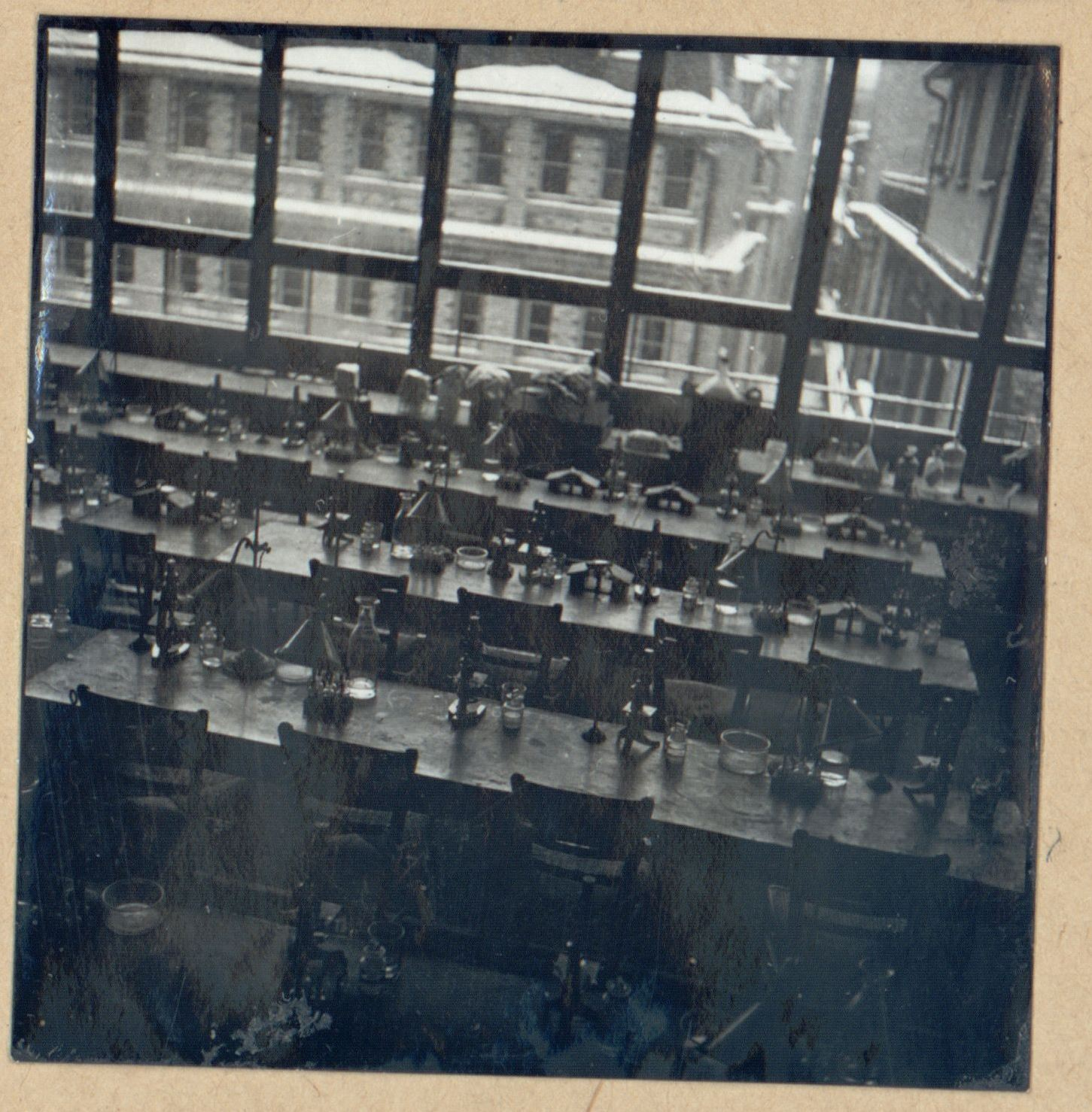
Laboratoire de chimie de l’École normale supérieure, 1940 (Bibliothèque interuniversitaire de la Sorbonne, NuBIS).

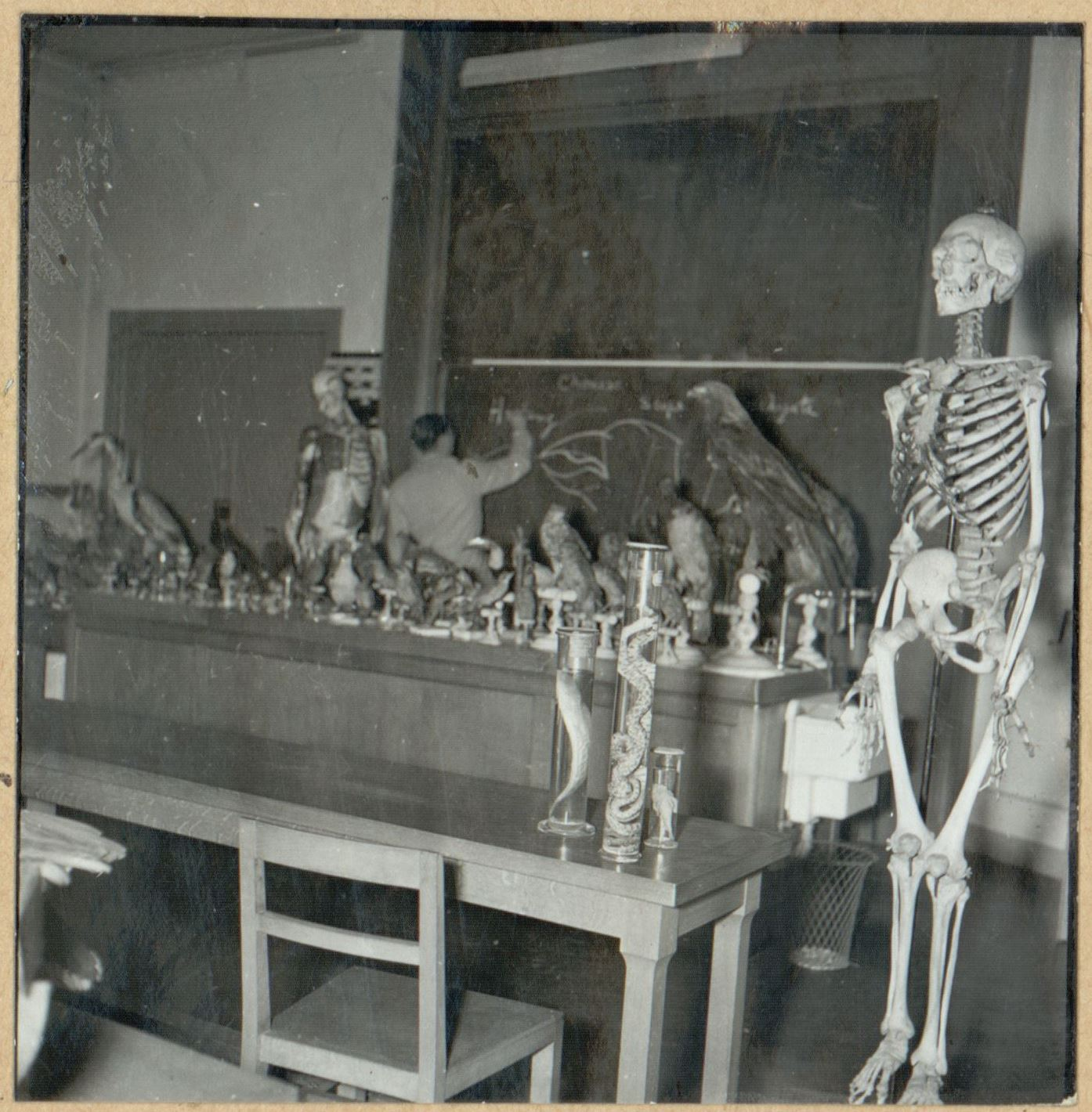
Le laboratoire de biologie de l’École normale supérieure, 1940 (Bibliothèque interuniversitaire de la Sorbonne, NuBIS).

#### Cour aux Ernests

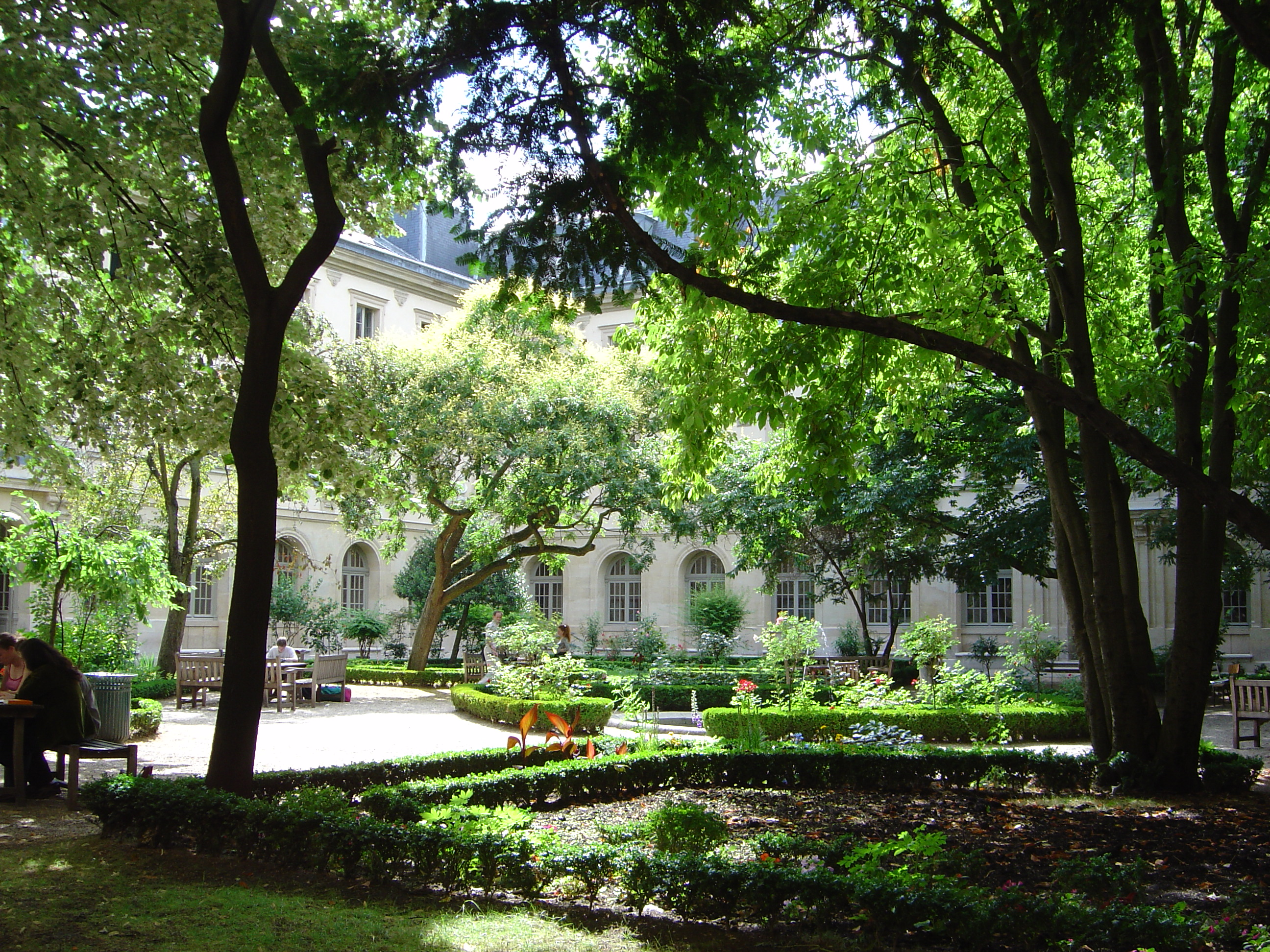
La cour aux Ernests.

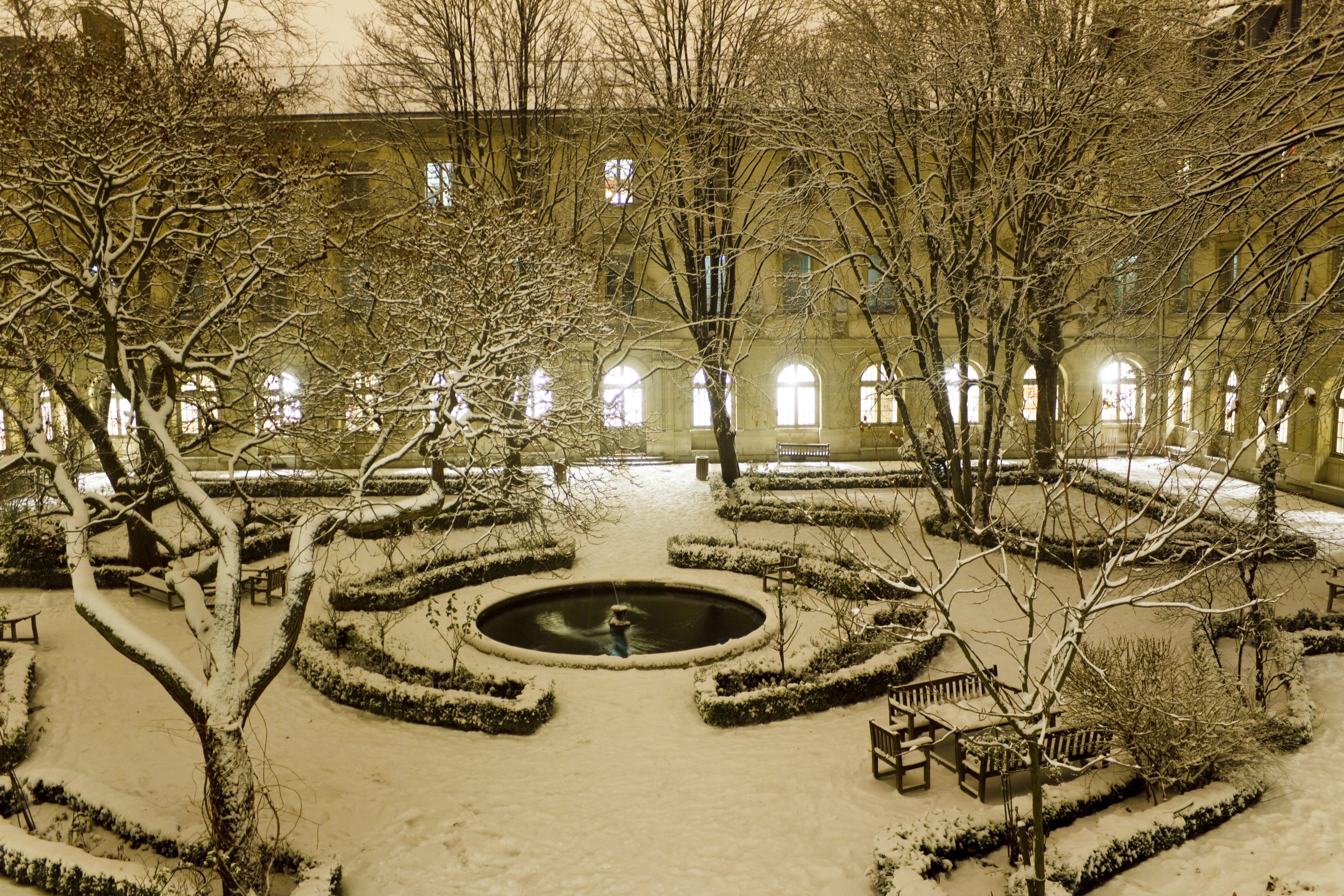
La cour aux Ernests sous la neige.

Le bâtiment historique de l'École, inscrit aux monuments historiques depuis 1994, est construit en carré autour d'une cour. Dans ce véritable « cloître » décrit par Romain Rolland, se trouve une fontaine circulaire. La puissance de la source est contrôlée depuis les bureaux du directeur, au-dessus de l'entrée principale. La fontaine abrite quelques spécimens de poissons de la famille des Cyprinidés. Ces paisibles poissons sont surnommés « Ernest » (du nom d'un ancien directeur de l'École, Ernest Bersot) et sont un des symboles officieux de l'École. Par extension cette cour est appelée « cour aux Ernests » (dite « Courô »), et le vestibule de l'École qui donne sur cette cour est appelé par analogie « Aquarium », où se trouve un monument aux morts.

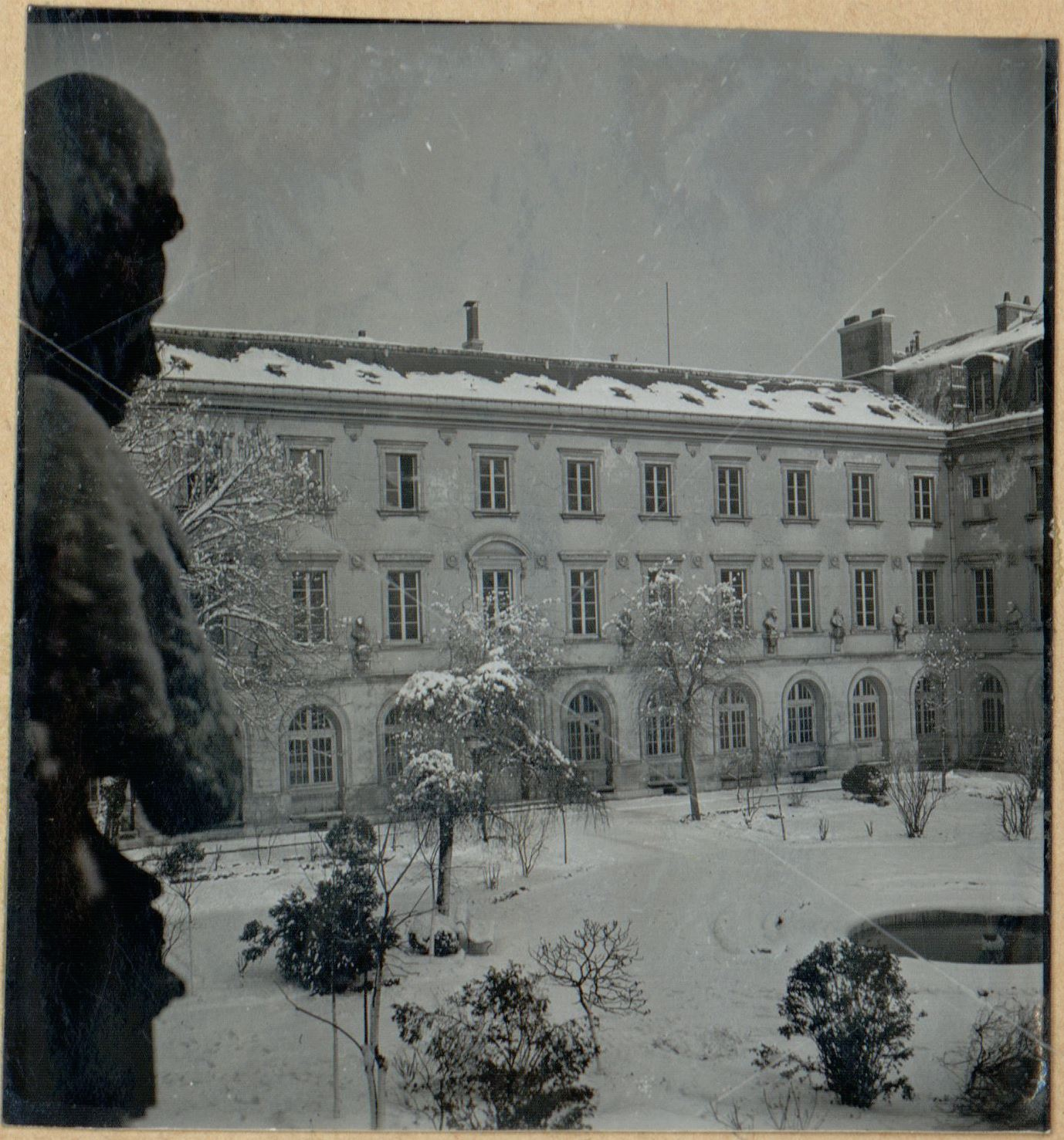
La cour de l’École normale supérieure, 1940 (Bibliothèque interuniversitaire de la Sorbonne, NuBIS).

Tout autour de la cour se trouvent les bustes de quarante grands hommes français qui se sont illustrés dans des disciplines représentées à l'ENS : hommes de sciences dans la partie nord et hommes de lettres dans la partie sud. En tournant dans le sens des aiguilles d'une montre à partir de l'entrée ouest de la cour, ce sont :
- sur le mur ouest : Jouffroy, Buffon, Lagrange, Cauchy, Poisson ;
- sur le mur nord : Fresnel, Ampère, Foucault, Arago, Laplace, Biot, Pouillet, Lavoisier, Berthollet, Gay-Lussac ;
- sur le mur est : Saint-Hilaire, Thénard, Beudant, Jussieu, Cuvier, Descartes, Pascal, Corneille, Molière, Racine ;
- sur le mur sud : Boileau, La Fontaine, Bossuet, Fénelon, Malebranche, La Bruyère, Massillon, Voltaire, Montesquieu, Rousseau ;
- sur le mur ouest : Rollin, Lamartine, Chateaubriand, Aug. Thierry et Cousin.

Les noms figurent chacun sous le buste correspondant, ici reproduits tels qu'indiqués.

#### Accès
Le campus principal de la rue d'Ulm est accessible par la gare du Luxembourg de la ligne B du RER, par la ligne de métro 7 aux stations Place Monge ou Censier-Daubenton et 10 à la station Cardinal Lemoine.
Le campus du boulevard Jourdan est accessible par la gare de Cité universitaire de la ligne B du RER, par la ligne 3a du tramway d'Île-de-France à la station Montsouris et par la ligne de métro 4 Porte d'Orléans.

### Vie sportive et associative

#### Association des élèves
La vie associative s'organise autour du Comité d'organisation des fêtes (COF), nom usuel de l'Association des élèves, et du Bureau Des Sports (BDS), qui a acquis son autonomie en 2007.
Le COF, qui regroupe de très nombreux clubs sportifs, artistiques ou festifs, édite chaque semaine depuis les années 1980 (au moins) le BOcal, journal hebdomadaire consacré à l'actualité interne à l'école, et est chargé de l'organisation des soirées et événements festifs ayant lieu à l'école. La plus connue est la Nuit de la rue d'Ulm (autrefois appelée « gala de l'ENS »), la plus grande soirée étudiante de l'école, qui a lieu autour de la cour aux Ernests, entièrement illuminée.
Le COF comprend aussi un Bureau des arts, partenaire de grands lieux culturels parisiens.

#### Autres organisations et associations
La Délégation générale des élèves (DG) assure la répartition des thurnes (les fameux thurnages) entre les élèves et gère certaines questions matérielles par délégation de l'administration de l'école. Elle est constituée de quatre délégués généraux (dégés) élus chaque année par les élèves.
Les actions sociales des normaliens sont fédérées par l'Action sociale étudiante. On peut également noter l'action des normaliens en faveur de l'ouverture sociale des grandes écoles, notamment via les associations Talens, Tremplin et Animath.
L'association Paris-Montagne organise chaque année un festival consacré à la vulgarisation scientifique et à la promotion des carrières de la recherche scientifique.
Une école d'été littéraire internationale a eu lieu à l'école en 2008, à l'initiative de plusieurs élèves.
Plusieurs clubs politiques et syndicats sont implantés dans l'école. Le principal d'entre eux est Pollens (association pour la politique à l'ENS), qui organise un séminaire politique avec de grands invités chaque semaine. Du côté des syndicats, on trouve une section de Solidaires Étudiant-e-s, mais aussi une section étudiante de la CGT, ce qui est atypique. Les étudiants sont représentés au conseil d'administration et au conseil scientifique.

### L'argot normalien
L'ENS utilise un argot relatif aux particularités locales, formé sans doute aux alentours de 1900. Beaucoup de termes sont inspirés par l'Amérique du Sud, comme « cacique », « tapir » ou « caïman ».
Les appellations de l'institution sont elles-mêmes nombreuses : ENS, ENS Paris, ENS Ulm ou, familièrement, Ulm, Normale sup’, Normale. Les élèves l'appellent l'École.

## Aspects particuliers

### Intégration à l'environnement international

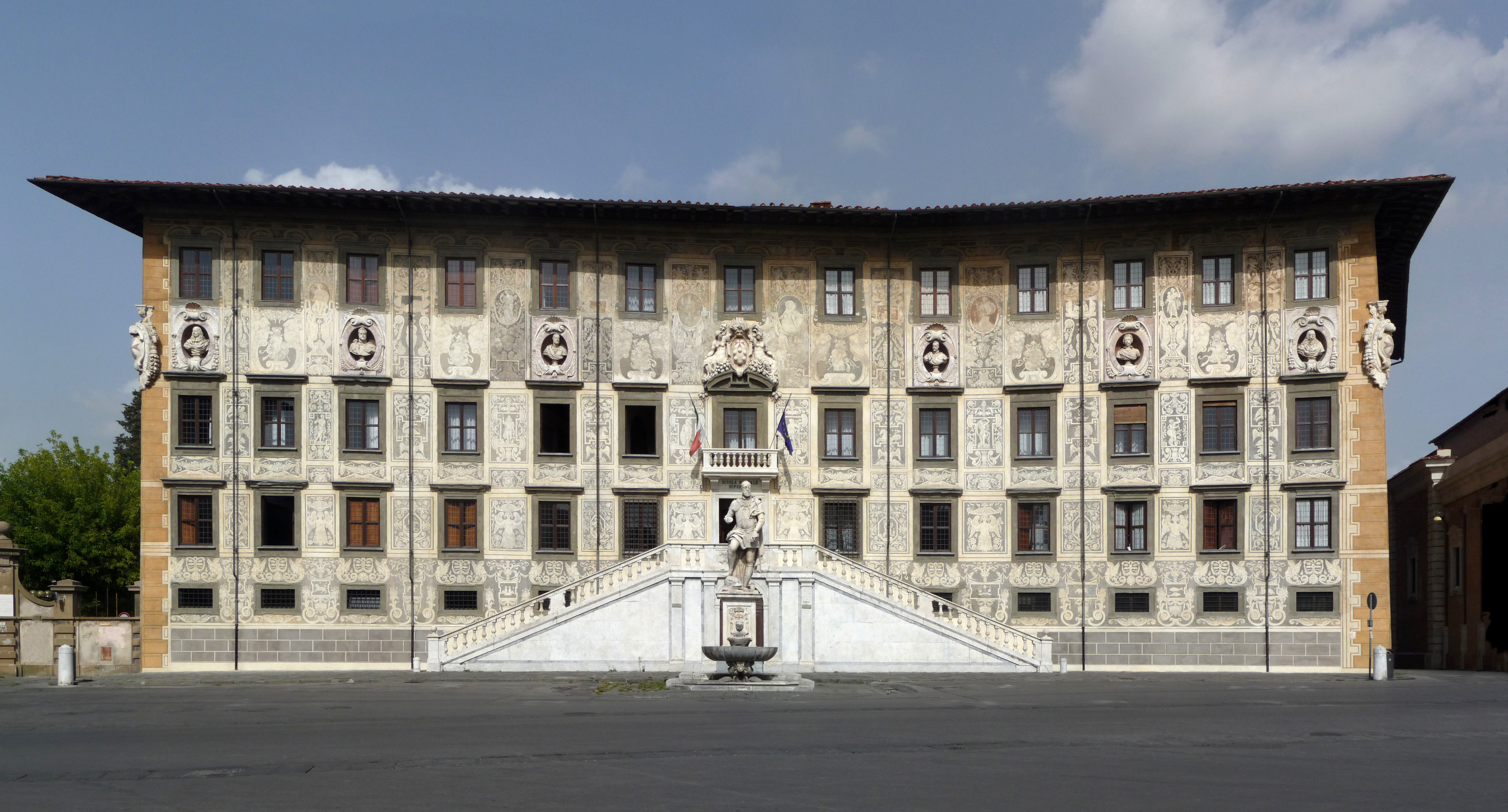
École normale supérieure de Pise (Italie).

En 1810, Napoléon Ier fonde à Pise (Toscane) la Scuola Normale Superiore comme « succursale » de l'École de Paris. Depuis, le modèle académique de l'ENS s'est diffusé à l'étranger (Collège Eötvös de Budapest) et l'École a développé son réseau de partenariats.

#### Échanges universitaires
Les élèves peuvent bénéficier au cours de leur scolarité d'un ou plusieurs postes de visiting fellow (étudiant graduate) ou de lector (lecteur de français) dans 80 universités partenaires :
- Europe : université d'Oxford, université de Cambridge, université libre de Berlin, université de Vienne, Trinity College (Dublin) ;
- Amérique du Nord : Harvard, Columbia, université de New York, Yale, Princeton, Stanford, UC Berkeley, UCLA, Johns-Hopkins, McGill, MIT, University of Virginia ;
- Proche-Orient et Afrique : université du Bosphore (Istanbul), université Saint-Joseph de Beyrouth (Beyrouth), université de Téhéran, université Rhodes (Afrique du Sud) ;
- Extrême-Orient : Pékin (Běidà), ECNU (Shanghai), Tokyo (Tōdai, Keiō, Waseda), Kyoto (Ritsumeikan), New Delhi (Jawaharlal-Nehru University).

D'autres séjours et stages d'un semestre sont organisés de manière systématique dans le cadre des masters dispensés par l'école, au sein des laboratoires de recherche internationaux.
En plus des élèves recrutés par la sélection internationale (voir plus haut), l'ENS accueille et loge chaque année des pensionnaires étrangers dans le cadre d'accords d'échange. Une école d'été littéraire internationale accueille également des étudiants pour une plus courte durée.
Depuis 1988, l'ENS entretient une relation privilégiée avec l'École normale supérieure de Pise, qui reçoit chaque année près de 80 normaliens, la moitié d'une promotion de normalisti se déplaçant à Paris.

#### Partenariats scientifiques
Les chercheurs internationaux sont accueillis pour un an à l'ENS grâce à l'Institut d'études avancées de Paris-Île-de-France, à la Villa Louis-Pasteur et à la Maison Suger. Les chaires internationales de recherche Blaise-Pascal, Marie-Curie, Condorcet et Lagrange-Michelet permettent aussi des séjours de plus d'un an dans les laboratoires, pour les doctorants, post-doctorants et chercheurs confirmés.
Une antenne permanente de l'Institut Remarque de l'université de New York est installée à l'école depuis 2007. Les ENS disposent aussi d'une antenne permanente à l'École normale supérieure de l'Est de la Chine (ECNU), l'Institut franco-chinois d'études avancées.
L'école est aussi partenaire du laboratoire international associé SALADYN créé en 2013.

#### Doctoratshonoris causa
Plusieurs personnalités internationales ont été faites docteurs honoris causa de l'ENS,,, :
- Carlo Azeglio Ciampi, président de la République italienne,
- Toni Morrison, prix Nobel de littérature
- Chen Ning Yang, prix Nobel de physique
- William D. Phillips, prix Nobel de physique
- Ahmed Zewail, prix Nobel de chimie
- Luis A. Caffarelli, mathématicien
- Abbas Kiarostami, cinéaste
- Gregori Margulis, mathématicien
- Birger Munk Olsen, philologue
- Martha Nussbaum, philosophe
- Mu-Ming Poo, biologiste
- Denis Duboule, biologiste
- Adi Shamir, cryptologue

### L'ENS dans la société

#### Fondation de l’ENS
Créée en 1986 à l'initiative de plusieurs entreprises, la Fondation de l'ENS, reconnue d'utilité publique, contribue au développement de la recherche à l'école, notamment en favorisant l'accueil de chercheurs étrangers.
Elle gère depuis 1996 les chaires internationales de recherche Blaise-Pascal, par délégation de l'État et du conseil régional d'Île-de-France. Le Contrat de projets État-région 2007-2013 prévoit un investissement de 6,9 millions d'euros à ce titre. Chaque chaire permet l'accueil pendant douze mois (éventuellement fractionnés sur deux ans) d'un chercheur étranger en sciences exactes ou appliquées dans une université francilienne, après sélection par un comité présidé par Jean-Pierre Changeux. Par leur caractère pluridisciplinaire, ces chaires ont acquis une grande notoriété dans le monde académique : le titulaire doit en effet diffuser les résultats de ses travaux par des conférences ouvertes au public le plus large. Parmi les chercheurs accueillis, on peut citer :
- George Fitzgerald Smoot, astrophysicien américain (prix Nobel) ;
- Gabriele Veneziano, physicien italien (prix Enrico-Fermi) ;
- Robert Langlands, mathématicien canadien (prix Wolf) ;
- Igor Mel'čuk, linguiste russe (prix Laurendeau).

Elle a aussi réalisé la villa Louis-Pasteur, près de la rue d'Ulm (Paris 5e), destinée à l'accueil des chercheurs étrangers pour une longue durée et au renforcement des relations entre la recherche publique et les entreprises (maison Pasteur).
Elle a également contribué à la création de deux chaires scientifiques dans les laboratoires de l'ENS, la chaire « sécurité des réseaux de télécommunications » avec France Télécom et la chaire « vision artificielle » avec la Fondation d'entreprise EADS.

#### PortailSavoirs en multimédia
Depuis 2001, le portail internet de la Diffusion des savoirs de l'École normale supérieure donne accès à plus de 2 000 enregistrements des conférences et colloques ayant eu lieu à l'ENS, à la fois en lettres, en sciences et en sciences humaines, afin de donner accès aux derniers résultats de la recherche, mais aussi aux événements scientifiques (colloques, etc.) organisés à l'ENS.
Certains modules sont spécialement destinés, dans le cadre de la formation continue, aux professeurs des classes préparatoires et, plus généralement, des lycées.
Une nouvelle version de ce portail, Savoirs-ENS, aux fonctionnalités élargies, donnant notamment accès aux enregistrements de certains cours, a été lancée en 2009.

#### Conférences «Ernest»
Le 12 décembre 2009, l'ENS a inauguré un nouveau cycle de conférences multidisciplinaires grand public, les conférences Ernest. Ces conférences, sur les sujets les plus divers (économie, philosophie, sciences, littérature…), durent chacune quinze minutes, et les intervenants sont sélectionnés pour leur charisme, parmi les spécialistes des sujets abordés.

#### Éditions «Rue d'Ulm» («Presses de l'École normale supérieure»)
Fondées en 1975, les Presses de l'École normale supérieure, devenues en 1999 les éditions Rue d'Ulm, contribuent à la diffusion des travaux de recherche menés à l'ENS et hors de l'ENS, principalement dans le secteur des lettres et des sciences humaines et sociales. Destinés au public universitaire, certains ouvrages publiés n'en ont pas moins rencontré un large écho auprès du grand public, comme La Société de défiance. Comment le modèle français s'autodétruit de Pierre Cahuc et Yann Algan (prix du livre d'économie 2008), De la précarité à l'autoexclusion du psychiatre Jean Furtos, L'Amour en saison sèche du romancier sudiste Shelby Foote ou Philosopher en langues de Barbara Cassin.
Plus de 500 ouvrages sont disponibles en librairie ou en ligne, publiés au sein d'une dizaine de collections parmi lesquelles les « Actes de la recherche à l'ENS » (en ligne), la « collection du Cepremap » (économie), « Les rencontres de Normale Sup' » (grands évènements à l'ENS), « Italica » (histoire de l'Italie), les « Études de littérature ancienne » (monde antique), « Versions françaises » (traductions critiques), « Æsthetica » (coédition Musée du quai Branly), « La rue ? Parlons-en ! » (avec Emmaüs), « Sciences sociales » et « Sciences durables ». À raison d'une trentaine de nouveautés par an, les livres sont principalement diffusés et distribués en librairie par Les Belles Lettres et Numilog (contenus numériques).
Les éditions Rue d'Ulm sont dirigées par Lucie Marignac.

#### Valorisation de la recherche
L'Institut d'expertise et prospective de l'ENS, créé en 1985, sert d'interface entre l'école et l'entreprise en réalisant des séminaires et des études à la demande des entreprises. Cette valorisation de la recherche s'étend dans les domaines les plus divers, de la finance aux biotechnologies en passant par le droit.
L'ENS comprend également un service de valorisation de la recherche destiné à faciliter la conclusion de partenariats entre recherche publique et recherche privée, ainsi qu'avec le monde de l'industrie. Ce dernier a entre autres permis la création d'Elvesys, jeune entreprise innovante dans le domaine de la microfluidique.

#### Club des normaliens dans l’entreprise
Le Club des normaliens dans l'entreprise regroupe depuis 1983 l'ensemble des anciens élèves en activité dans une entreprise publique ou privée. Espace d'échanges entre le monde de la recherche et le monde de l'entreprise, il contribue également à l'insertion professionnelle des anciens élèves. Parmi ses membres, on compte Anne Lauvergeon, PDG d'Areva, Christophe Barbier, directeur de L'Express, Florence Méaux, PDG d'Afaq Afnor, Dominique d'Hinnin, directeur financier de Lagardère, ou Bertrand Mabille, DG de SFR Entreprises.
En 2008, le Club a lancé l'initiative Croissance & Innovation destiné à rapprocher l'école des PME innovantes en forte croissance.

## Controverses

### Affaire du «collectif Palestine» (janvier-mars 2011)
Le 18 janvier 2011, Monique Canto-Sperber, directrice de l'ENS, annule le débat sur le Proche-Orient qui devait, à l'initiative du collectif Palestine ENS, réunir plusieurs personnalités politiques et intellectuelles, dont Leïla Shahid, Stéphane Hessel, les pacifistes israéliens Michel Warschawski et Nurit Peled, ainsi que la députée socialiste Élisabeth Guigou. Le secrétaire général adjoint du Syndicat de la magistrature Benoit Hurel devait également participer à cette conférence. S'ensuit une vive polémique ravivée un mois plus tard par un refus de réservation de salle de l'ENS pour la tenue d'un débat sur la question israélo-palestinienne, décision de refus annulée en référé par le tribunal administratif de Paris le 26 février 2011. L'École normale supérieure fait appel, le 2 mars 2011, auprès du Conseil d'État qui, par une ordonnance du 7 mars, infirme l'ordonnance du tribunal administratif et rejette la demande de suspension.

### Mouvement contre la précarité (2011)
Dans le même temps, un mouvement social se déroule à l'ENS : une dizaine d'employés de la cantine, employés en CDD, se mettent en grève au mois de janvier pour obtenir des titularisations dans la Fonction publique et une amélioration de leurs conditions de travail. Le 22 mars 2011, les salons de la Direction sont occupés pour protester contre le refus de Monique Canto-Sperber d'accepter un protocole d'accord proposé par le secrétaire d'État à la Fonction publique, Georges Tron, qui conduirait à la titularisation de tous les grévistes ; ils sont évacués par la police le 19 avril 2011. Monique Canto-Sperber fait alors l'objet de vives critiques pour sa gestion du conflit, qui voit une victoire partielle des protestataires le 26 mai 2011 après que tous les employés grévistes reçoivent un CDI. Le 12 juillet 2011 pendant les vacances scolaires, Monique Canto-Sperber prononce contre six élèves-fonctionnaires de l'ENS, après avis du conseil de discipline, des sanctions (cinq avertissements et un blâme) ; une manifestation de 100 personnes a protesté le jour même contre ce qui est alors considéré comme « une volonté de la direction de réprimer le mouvement social et syndical ».

## Dans la culture

### Cinéma
- Le Théorème de Marguerite (2023) réalisé par Anna Novion.

### Musique
- La chanson Ici et là (2019) d'Alain Souchon évoque l'école : « Ici khâgne hypokhâgne grimpe à Normal Sup »[91].

### Documentaire
- Le génie des lieux : l'École de l'engagement à Paris (2016) réalisé par Mathilde Damoisel.